# Ludolf Pelizaeus
Ludolf Pelizaeus (* 14. August 1965 in Kassel) ist ein deutscher Historiker.
Pelizaeus war nach einem Studium der Geschichte (Magisterabschluss 1993) Wissenschaftlicher Mitarbeiter am Historischen Seminar der Johannes-Gutenberg-Universität Mainz. Mit einer Arbeit zum Aufstieg Württembergs und Hessens zur Kurwürde 1692–1803 wurde er dort 1998 promoviert. Anschließend blieb er als Wissenschaftlicher Assistent in Mainz, wo er sich 2003 mit der Schrift Dynamik der Macht. Städtischer Widerstand und Konfliktbewältigung im Reich Karls V. habilitierte. 2005/06 vertrat er den Lehrstuhl für Allgemeine und Neuere Geschichte an der Universität Mainz. 2007/08 war er Visiting fellow an der National University of Ireland Galway, 2009/10 Vertragsprofessor in der Abteilung für Allgemeine und Neuere Geschichte an der Universität Graz. An der Universität Mainz wurde er 2010 zum außerplanmäßigen Professor ernannt, außerdem übernahm er einen Lehrauftrag an der Archivschule Marburg. 
Seit 2014 ist er Professor an der Université de Picardie Jules Verne in Amiens, wo er in der Deutsch-Abteilung der Lehr- und Forschungseinheit Fremdsprachen und Kulturen lehrt. Er ist Mitglied der Vereinigung für Verfassungsgeschichte. 2021–2022 war er Senior Fellow am Bonn Center for Dependency and Slavery Studies. Er leitet die Stiftung Wissensraum Europa – Mittelmeer (WEM). Er forscht zu den Themen Migration, Menschen- und Drogenhandel; UNESCO-Welterbestätten; Transfers, Kunst und Diplomatie im Rahmen des Habsburgerreiches; Austausch von Ideen zwischen dem französisch- und dem deutschsprachigen Raum; sowie Formen extremer Gewalt und Minderheiten.

## Schriften (Auswahl)
- Der Aufstieg Württembergs und Hessens zur Kurwürde 1692–1803. Lang, Frankfurt am Main 2000.
- Nemo potest duobus dominis servire. Hessen-Darmstadt im Spannungsfeld zwischen Kaiser und Frankreich im Umfeld des hanauischen Erbfalls 1717–1748. Darmstadt, Marburg 2001 (= Quellen und Forschungen zur hessischen Geschichte, Bd. 125).
- Dynamik der Macht. Städtischer Widerstand und Konfliktbewältigung im Reich Karls V. Münster 2007 (= Geschichte in der Epoche Karls V.).
- Der Kolonialismus. Geschichte der Europäischen Expansion. Marix. Wiesbaden 2008.
- Hrsg. mit Gabriele Haug-Moritz: Repräsentationen der islamischen Welt im Europa der Frühen Neuzeit. Münster 2010.
- Hrsg. mit Franz Stephan Pelgen: Kontrolle und Nutzung. Medien in geistlichen Gebieten Europas 1680–1800. Frankfurt am Main 2011.
- Geschichte der frühen Neuzeit. 1492–1789. Marix. Wiesbaden 2014.
- Hrsg.: Images du Patrimoine mondial. Changement et persistance des images des sites du patrimoine mondial de l’UNESCO. Du Maroc à la vallée du Danube – dépuis l’époque médiévale à nos jours = Welterbebilder. Veränderung und Persistenz der Bilder von UNESCO-Welterbestätten. Von Marokko bis in das Donautal – vom späten Mittelalter bis heute. Aschendorff, Münster 2019.